# Свети свештеномученик Евтихије
Свети свештеномученик Евтихије је ранохришћански светитељ.
Православна црква помиње светог Евтихија 24. августа (6. септембра).
Био је родом из Севастопоља. Хришћанство је примио од апостола Јована Богослова. Прати ога је свуда и подражавао његов живот. Касније се сусрео са светим апостолом Павлом, и заједно с њим проповедао Јеванђеље и јуначки подносио све невоље, ако и сам апостол. 
Свети Евтихије је назва малим апостолом, иако се не налази у броју седамдесеторице апостола. Разлог томе је што је са најстаријим апостолима проповедао Јеванђеље и што је од њих био посвећен за епископа и што је прошао многе земље проповедајући Христа не само са њима него и сам. 
У његовом Житију стоји да је једном када је био дуго време морен глађу у тамници, њему од Бога послан хлеб с неба, који му је донела невидљива рука. Овим хлебом он се толико окрепио, да је потпуно мирно подносио мучења. Другом приликом, када је наг обешен на мучилишту и струган зумбом, из његовог тела потекла је крв са миомирисним миром и испунила ваздух дивним мирисом. Када је, након тога, бачен у распламтели огањ, изненада је пала велика киша са снегом, и угасила огањ, а светитељ је остадо неповређен. Затим је предат зверовима да га поједу, али су пред њим звери постале кротке; 
Из Ефеса је одведен у своју Севастопољ и тамо је убијен одсецањем главе.